# 650 v. Chr.
Portal Geschichte | Portal Biografien | Aktuelle Ereignisse | Jahreskalender | Tagesartikel

◄ |
8. Jahrhundert v. Chr. |
7. Jahrhundert v. Chr. |
6. Jahrhundert v. Chr. |
►

◄ | 670er v. Chr. | 660er v. Chr. | 650er v. Chr. | 640er v. Chr. |
630er v. Chr. |
►

◄◄ | ◄ | 653 v. Chr. | 652 v. Chr. | 651 v. Chr. | 650 v. Chr. |
649 v. Chr. |
648 v. Chr. |
647 v. Chr. |
► |
►►

## Ereignisse

### Europa
- ab Mitte des 7. Jh.: Gründung vieler Kolonien rund um das Schwarze Meer durch Milet.

### Wissenschaft und Technik
- 18. Regierungsjahr des babylonischen Königs Šamaš-šuma-ukin (650 bis 649 v. Chr.):
  - Im babylonischen Kalender fiel das babylonische Neujahr des 1. Nisannu auf den 23.–24. März[1]; der Vollmond im Nisannu auf den 6.–7. April und der 1. Tašritu auf den 17.–18. September.[1][2]
  - Babylonische Astronomen protokollieren die Mondfinsternis vom 6.–7. Mai.

## Geboren
- Adad-happe, Mutter des letzten neubabylonischen Königs Nabonid († 546 v. Chr.)